# ان‌جی‌سی ۶۹۰۲
ان‌جی‌سی ۶۹۰۲ (انگلیسی: NGC 6902) یک کهکشان مارپیچی بدون میله است که در صورت فلکی کمان جای دارد. NGC 6902 در سال ۱۸۳۶ توسط جان هرشل کشف شد.